# Isigny-sur-Mer
Isigny-sur-Mer es una comuna nueva francesa situada en el departamento de Calvados, de la región de Normandía.

## Historia
Fue creada el 1 de enero de 2017, en aplicación de una resolución del prefecto de Calvados de 8 de septiembre de 2016 con la unión de las comunas de Castilly, Isigny-sur-Mer, Les Oubeaux, Neuilly-la-Forêt y Vouilly, pasando a estar el ayuntamiento en la antigua comuna de Isigny-sur-Mer.

## Demografía
| Gráfica de evolución demográfica de Isigny-sur-Mer entre 1800 y 2014 |
|                                                                      |

Los datos entre 1800 y 2014 son el resultado de sumar los parciales de las cinco comunas que forman la nueva comuna de Isigny-sur-Mer, cuyos datos se han tomado de 1800 a 1999, para las comunas de Castilly, Isigny-sur-Mer, Les Oubeaux, Neuilly-la-Forêt y Vouilly de la página francesa EHESS/Cassini. Los demás datos se han tomado de la página del INSEE.

## Composición
| Comuna delegada  | Código INSEE | Población (2013) | Superficie (km²) | Densidad (hab./km²) |
| ---------------- | ------------ | ---------------- | ---------------- | ------------------- |
| Castilly         | 14142        | 294              | 12.20            | 24                  |
| Isigny-sur-Mer   | 14342        | 2707             | 17.44            | 155                 |
| Les Oubeaux      | 14481        | 219              | 4.27             | 51                  |
| Neuilly-la-Forêt | 14462        | 461              | 21.20            | 22                  |
| Vouilly          | 14763        | 153              | 6.33             | 24                  |